# Zlatá ryba
Zlatá ryba je páté studiové album brněnské skupiny Kamelot. Vydal ho Monitor EMI Records v roce 1995, nahráno bylo ve studiu "V" ve Zlíně, mastering proveden v produkci "Rudolfinum" v červnu téhož roku.

## Obsazení
Autorem všech textů a hudby je Roman Horký. Obsazení skupiny:
- Roman Horký – sólo kytara, sólo zpěv (skladby 2,3,4,5,6,9,10)
- Radek Michal – doprovodná kytara, sólo zpěv (1,8)
- Jaroslav Zoufalý – congo, percussion, cabasa, tamburína, čínský vítr, zpěv
- Petr Rotschein – baskytara, zpěv
- Jan Valentin – rytmické nástroje, jako host
- Max Fôrst – foukací harmonika, jako host
- Eva Elsnerová – zpěv, jako host
- Ivo Viktorin – hammond organ, jako host

## Skladby
1. Zlatá ryba
2. Zimní píseň
3. Bráchovi
4. Veliký sny a jedny gatě
5. Ketkovák
6. Tomáš
7. Dva pistáciové oříšky (instrumentální)
8. Slib
9. Podzimní píseň
10. Zlatovlasá Rybana